# Daniel Ligorio i Ferrandiz

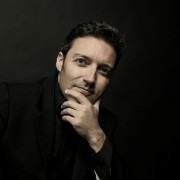
Daniel Ligorio i Ferrandiz

Daniel Ligorio i Ferrandiz (* 1975 in Martorell) ist ein katalanischer klassischer Pianist und Musikpädagoge. Er zählt ähnlich wie Alba Ventura und José Enrique Bagaría Villazán zu den aktuell aktiven Künstlern der Katalanischen Pianistenschule.

## Leben und Werk
Ligorio studierte am Conservatori de Barcelona bei Miquel Farré und schloss dort im Alter von 19 Jahren alle Kurse mit Auszeichnung ab. 1998 erwarb er am Royal College of Music in London bei Yonty Solomon seinen Advanced Postgraduate of Performance. Er erhielt zahlreiche Preise und Auszeichnungen. Genannt seien hier erste Preise beim Concurso de JJ. MM. de Vilafranca del Penedés (Jugendmusikwettbewerb von Vilafranca del Penedés) als Neunjähriger, Concurso Permanente de JJ. MM. de España (Jugendmusikwettbewerb von Spanien) und beim El Primer Palau in Barcelona. 1988 vertrat Ligorio Spanien als Pianist im Konzert der Europäischen Rundfunkunion. Während seines Englandaufenthaltes gewann er folgende Preise: Den Quilter Piano Prize, den Kendall Taylor Beethoven Piano Prize und den Hopkinson Gold Medal & Sydney & Peggy Shimmin Piano Prize.
Seit 1993 trat Ligorio als Solist mit dem Jove Orquestra Simfònica de Catalunya, dem Jugendsinfonieorchester Kataloniens, unter Josep Pons auf. Nach seinem anschließenden Debüt im National-Auditorium von Madrid mit dem RTVE Symphonie Orchester trat er mit den besten nationalen Orchestern auf. 1998 eröffnete er das Festival zum 100. Geburtstag des Dichters Federico García Lorca im Auditorio de Música von Granada vor dem Spanischen Königshaus. Ligorio gab zahlreiche Konzerte in Spanien, Italien, Irland, Deutschland, England, Belgien und Bulgarien. Er nahm an zahlreichen Klavierfestivals wie denen von Granada, Peralada, Cadaqués und Torroella de Montgrí teil. Ligorio wirkte bei der Uraufführung des Konzertes Juventus für 2 Klaviere und Orchester von Antón García Abril als Pianist mit. Er trat bereits seit 2002 mit dem Trio Ligorio-Orpella-Mor als Kammermusiker in Erscheinung. Im Bereich der Kammermusik spielte er unter anderem mit dem Gewandhaus-Quartett, dem Brodsky Quartet und dem Prague Quartet zusammen. Einige seiner Konzerte wurden von den Fernsehanstalten TVE, TVC und RAI aufgenommen und ausgestrahlt.  1999 spielte er seine erste CD mit Werken von Liszt und Bartok ein. Für das Label Naxos spielte er unter anderem das Konzert für Orchester und Klavier von Joaquín Rodrigo sowie das gesamte Klavierwerk von Manuel de Falla ein.
Ligorio wirkt derzeit als Professor für Klavier und Kammermusik am Conservatori del Liceu in Barcelona.